# Jagdgeschwader 101

Emblém Jagdgeschwader 101

Jagdgeschwader 101 (zkr.: JG 101) byla výcviková stíhací eskadra Luftwaffe za druhé světové války, která nebyla nikdy bojově nasazena. JG 101 byla zformována v prosinci 1942 vyčleněním z Jagdfliegerschule 1 (česky: Škola stíhacích pilotů 1) a její základna se nacházela v jihofrancouzském městě Pau. Eskadra sestávala ze dvou výcvikových Gruppen (~ skupin), které nesly označení I. a II./JG 101. K výcviku pilotů sloužila celá řada letadel, např. Arado Ar 66, Arado Ar 68, Arado Ar 96, Messerschmitt Bf 108, Messerschmitt Bf 109, Bücker Bü 131, Bücker Bü 133, CANT Z.1007, Dewoitine D.520, Focke-Wulf Fw 56, Focke-Wulf Fw 58, Focke-Wulf Fw 190, Heinkel He 51,Junkers Ju 88, Junkers Ju 160, Potez 630, Savoia-Marchetti SM.79 a Junkers W.34. Eskadra zanikla 16. dubna 1945 a jejích 2400 příslušníků bylo převeleno k výsadkářským divizím 10. Fallschirm-Jäger-Division a 11. Fallschirm-Jäger-Division.

## Velitelé eskadry
- Oberstleutnant (~ podplukovník) Erich von Selle, 15. prosince 1942 – 31. března 1944
- Hauptmann (~ kapitán) Walter Nowotny, 1. dubna 1944 – 10. září 1944
- Major Hans Knauth, 11. září 1944 – 16. dubna 1945